# 칠갑산 나들목
칠갑산 나들목(Chilgapsan Mountain IC)은 충청남도 청양군 청남면 지곡리와 내직리, 정산면 학암리에 걸쳐 있는 서천공주고속도로의 5번 교차로이다. 정산면, 청남면, 장평면 등지로 진출할 수 있다. 국도 제39호선과 국도 제36호선을 이용해 진출할 수 있고, 청양읍내는 서산영덕고속도로의 신양 나들목을 이용하여 접근하는게 더 가깝다. 인근에 칠갑산 도립공원이 있다.
무인 수납형 형태의 요금소이다.
개통 당시 명칭은 청양 나들목이었으나, 익산평택고속도로 청양 나들목의 개통에 맞춰 2024년 12월 2일 현재의 칠갑산 나들목으로 변경되었다.

## 연혁
- 2009년 5월 28일 : 서천공주고속도로 개통과 함께 영업 개시[1]
- 2024년 12월 2일 : 청양 나들목이 칠갑산나들목으로 명칭변경[2]

## 구조물 정보
- 위치: 충청남도 청양군 청남면 지곡리, 내직리, 정산면 학암리
- 영업소: 충청남도 청양군 정산면 서천공주고속도로 45

## 접속하는 도로
- 국도 제39호선 (충의로)

## 교통량 정보
| 요금소        | 통행량 (대/일) | 통행량 (대/일) | 통행량 (대/일) | 통행량 (대/일) | 통행량 (대/일) | 통행량 (대/일) | 통행량 (대/일) | 통행량 (대/일) | 통행량 (대/일) | 통행량 (대/일) | 각주  |
| 요금소        | 2009년         | 2010년         | 2011년         | 2012년         | 2013년         | 2014년         | 2015년         | 2016년         | 2017년         | 2018년         | 각주  |
| ------------- | -------------- | -------------- | -------------- | -------------- | -------------- | -------------- | -------------- | -------------- | -------------- | -------------- | ----- |
| 청양 (폐쇄식) | 880            | 967            | 1,070          | 1,070          | 1,094          | 1,113          | 1,231          | 1,266          | 922            | 958            | [ 3 ] |
| 요금소        | 2019년         |                |                |                |                |                |                |                |                |                | [ 3 ] |
| 청양 (폐쇄식) | 844            |                |                |                |                |                |                |                |                |                | [ 3 ] |